# Rhytiphora mjobergi
Rhytiphora mjobergi là một loài bọ cánh cứng trong họ Cerambycidae.